# Sin nombre (novela)
Sin nombre (No Name) es una novela publicada en 1862 en el Reino Unido y escrita por Wilkie Collins. Originalmente se publicó en entregas de la revista All the Year Round de Charles Dickens antes de ser publicada como libro. Es la segunda de sus cuatro "grandes novelas", publicada después de La dama de blanco y antes que Armadale y La piedra lunar.
La historia sigue a Magdalen Vanstone, una joven de dieciocho años que junto a su hermana, Norah, descubre que no son hijas legítimas y que no tienen derecho a herencia. Magdalen decide recuperar sus derechos y se embarca en una peligrosa aventura que atenta contra todos los prejuicios sociales.

## Argumento
La historia se cuenta en ocho partes principales, llamadas Escenas.
La primera escena comienza en 1846, en Combe-Raven, en West Somerset, la residencia de campo de la adinerada familia Vanstone: Andrew Vanstone, su esposa y sus dos hijas. Norah, de 26 años, es feliz y tranquila; Magdalen, de 18, es hermosa pero volátil y voluntariosa. La familia vive en paz y contenta, con la ex institutriz de las niñas, la señorita Garth.
A través de obras de teatro amateur, Magdalen descubre que es una actriz talentosa. Se enamora de Frank Clare, que también aparece en la obra. Frank, el hijo ocioso pero atractivo de un vecino, ha intentado a regañadientes seguir una carrera pero ha fracasado, y su padre no es rico. Sin embargo, la joven pareja desea casarse y la fortuna de Magdalen los mantendrá fácilmente.
Sus padres están de acuerdo con el matrimonio, pero antes de que se lleve a cabo, el Sr. Vanstone muere en un accidente de tren y la Sra. Vanstone muere al dar a luz. El abogado de la familia, el señor Pendril, les dice a Norah y a Magdalen que, a pesar de las apariencias, sus padres sólo llevaban casados unos meses y que su boda invalidaba el testamento del señor Vanstone, que dejaba todo a las hijas.
Como las hijas son ilegítimas, no tienen nombre, ni derechos, ni propiedades. Combe-Raven y toda la fortuna familiar son heredadas por el hermano mayor de Andrew, Michael Vanstone, que lleva muchos años distanciado de la familia y se niega a proporcionar ningún tipo de apoyo a las jóvenes huérfanas. Con la única ayuda de la señorita Garth, se disponen a abrirse camino en el mundo.
La segunda escena se desarrolla en York, donde Magdalen es encontrada por el capitán Wragge, un pariente lejano de su madre, que confiesa que es un estafador profesional. La ayuda a empezar a trabajar en el teatro a cambio de una parte de las ganancias. Su esposa Matilda, con la que se casó a cambio de una herencia esperada, es físicamente enorme y amable, pero mentalmente lenta; Ella tiene que ser supervisada como un niño.
La tercera escena se desarrolla en Vauxhall Walk, Lambeth. Magdalen, tras haber ganado algo de dinero, abandona el teatro y planea recuperar su herencia. Michael Vanstone ha muerto; su único hijo, Noel, está enfermo y lo cuida su ama de llaves, Virginie Lecount, una mujer astuta que espera heredar una gran suma de su dinero. Magdalen va a Lambeth y, disfrazada como la señorita Garth, visita a Noel para ver cómo está el terreno, pero la señora Lecount descubre su disfraz y corta un trozo de tela del dobladillo de su vestido de alpaca marrón como prueba del engaño de Magdalen.
La cuarta escena se desarrolla en Aldborough, Suffolk, donde Magdalen intenta llevar a cabo su plan para recuperar su herencia casándose con Noel Vanstone bajo un nombre falso, mientras el capitán y la señora Wragge se hacen pasar por su tío y su tía. El capitán Kirke, un capitán de barco, ve a Magdalen y se enamora de ella; en privado, ella se siente molesta por la atención que le presta. Wragge y Lecount conspiran entre sí e intentan superarse; al final, Lecount es enviado a Zurich en una misión falsa. El capitán Wragge organiza el matrimonio de Noel y Magdalen con el entendimiento de que recibirá un pago prometido por Magdalen y no tendrá más contacto con ella después.
La quinta escena se desarrolla en Baliol Cottage, Dumfries. Noel está solo, ya que su esposa se fue a visitar a unos amigos en Londres. La señora Lecount regresa de Zurich y le explica quién es realmente su esposa, con la ayuda del trozo de tela cortado del vestido de alpaca marrón. Noel, bajo su dirección, reescribe su testamento, desheredando a su esposa y dejando un legado respetable a Lecount y el resto al almirante Bartram, su primo. La señora Lecount también induce a Noel a escribir un fideicomiso secreto al almirante Bartram, ordenando que el dinero pase a su sobrino George Bartram, pero solo con la condición de que se case con alguien que no sea viuda dentro de los seis meses. El estrés de escribir una carta furiosa denunciando a su esposa es demasiado para Noel, y muere de un corazón débil. El fideicomiso secreto impide que Magdalen se case con George para recuperar la herencia.
La escena seis se desarrolla en St John's Wood, donde Magdalen se aloja. Alejada de Norah y de la señorita Garth, que cree que delató a Lecount el paradero de su marido, concibe un complot para disfrazarse de doncella e infiltrarse en la casa del almirante Bartram con el fin de buscar el documento del Fideicomiso Secreto. Su propia doncella, Louisa, la entrena para este papel a cambio de que Magdalen le dé el dinero para casarse con su prometido, el padre de su hijo ilegítimo, y emigrar a Australia.
La escena siete se desarrolla en St. Crux, la casa de campo de los Bartram. Magdalen, que trabaja como doncella del almirante Bartram bajo el nombre de Louisa, busca en la casa el Fideicomiso Secreto. Finalmente, lo encuentra siguiendo al almirante Bartram mientras camina sonámbulo, pero la descubren y abandona la casa en secreto antes de que la puedan despedir por ser una ladrona. El almirante muere poco después.
La última escena se desarrolla en una pensión pobre en Aaron's Buildings. Magdalen está enferma y desamparada, a punto de ser enviada a un hospital o a un asilo de pobres, cuando un hombre atractivo aparece y la rescata. Es el capitán Kirke, el marinero que se había enamorado de ella después de verla una vez en Aldborough. Mientras tanto, Norah se ha casado con George Bartram, recuperando así inadvertidamente la mitad de la herencia de los Vanstone como su esposa. La otra mitad revirtió a Magdalen como viuda de Noel, porque su difunto esposo nunca hizo una provisión para que George no se casara dentro de seis meses, o para que el almirante muriera. Magdalen rechaza el dinero, porque está tratando de convertirse en una mejor persona. Admirando la integridad de Norah y el capitán Kirke, le confiesa su pasado de mala reputación y afirma que vivirá una vida digna de él de ahora en adelante. La novela termina con Kirke y Magdalen profesando su amor mutuo.

## Personajes

### Magdalen Vanstone
La joven protagonista de dieciocho años, que tras descubrir su ilegitimidad, se propone recuperar sus derechos y su legado. Es conocida por poseer "todos los sentidos excepto el del orden". 

### Norah Vanstone
La hermana mayor por ocho años de Magdalen, Noraha adopta una actitud resignada al hecho de su ilegitimidad, a diferencia de su intrépida hermana menor.
- Capitán Horatio Wragge: Un estafador autoproclamado que es el tío materno de las hermanas Vanstone.

- Noel Vanstone: Primo hermano paterno de las hermanas Vanstone, hijo de Michael Vanstone.

- Andrew Vanstone: El padre de Magdalen y Norah.
- Harriet Garth: La institutriz de las hermanas Vanstone.

## Género
Sin nombre es un ejemplo típico de la novela sensacionalista, un género de ficción que surgió en Gran Bretaña en la década de 1860. El género reflejaba las ansiedades del público victoriano sobre la incierta estabilidad de su situación; por ejemplo, la preocupación de que la vida de una familia puede verse afectada por los caprichos de la ley, la muerte o la enfermedad se refleja en el repentino cambio de fortuna que tiene Magdalen tras la muerte de su padre.
La trama de la novela comienza con la muerte del padre de Magdalen y Norah, Andrew Vanstone en un accidente de tren, lo que refleja las ansiedades victorianas contemporáneas sobre la introducción del ferrocarril. Los viajes en tren y los accidentes que se producen como consecuencia de ellos son un tema recurrente en todo el canon de la sensacional novela. Un accidente de tren similar ocurre en East Lynne de Ellen Wood.

## Tema
Wilkie Collins utiliza el personaje de Magdalen Vanstone para examinar y criticar los estereotipos de género. Ella encarna cualidad heroicas y villanas, siendo apasionada pero también algo histriónica, que era un estereotipo negativo de las mujeres victorianas contemporáneas. Se caracteriza por ser una buscadora de placeres y su interés por la actuación se muestra como una representación de ello.  Su carrera teatral es una representación de su capacidad para asumir muchos roles diferentes, un elemento que se utiliza para examinar las opiniones de la sociedad sobre las mujeres y cómo la clase social y los roles de género están determinados en última instancia por la vestimenta y el porte. A pesar de sus intrigas, sin embargo, finalmente se adapta a la vida doméstica prescrita a las mujeres victorianas a través de su matrimonio con Robert Kirke.

## Adaptaciones
El libro fue dramatizado como La gran tentación por Collins y Wybert Reeve, quien interpretó al "Capitán Horatio Wragge" con gran efecto.
En 2014, Jeffrey Hatcher adaptó la novela para el teatro, inicialmente en el Carthage College antes de llevar el espectáculo al Festival Fringe de Edimburgo. Las reseñas indicaron que intentar condensar la complicada trama en un espectáculo de 90 minutos tuvo resultados mixtos, aunque complementaron la comedia y el ingenio de la producción.
El libro ha sido también adaptado para la radio. Se emitió en BBC Radio 4 en seis episodios, del 24 de septiembre al 29 de octubre de 1989 y se repitió en BBC Radio 4 Extra a partir del 4 de marzo de 2013, y nuevamente en octubre de 2019 y septiembre de 2021.